# Stargate (produktionsteam)
 For alternative betydninger, se Stargate. (Se også artikler, som begynder med Stargate)
Stargate er en norsk pladeproducerer og sangskrivningsteam, bestående af Tor Erik Hermansen (født 14. oktober 1972) og Mikkel Storleer Eriksen (født i 1972), der er baseret i New York. Holdets genrer omfatter R&B, pop, dance-pop, Europop og hip hop. Stargate blev etableret i Trondheim, Norge.
Stargate brød igennem i den amerikanske pladeindustri i 2006 med udgivelsen af Billboard Hot 100 nummer et single, "So Sick", produceret og co-skrevet af holdet og udført af Ne-Yo. De producerede også og co-skrev Beyoncés verdensomspændende hitsingle "Irreplaceable", der toppede Billboard Hot 100 i ti på hinanden følgende uger. Gennem hele deres karriere, har de været kendt for deres omfattende arbejde med Rihanna, at skrive og producere fire på hinanden følgende Billboard Hot 100 No. 1 singler med Barbados sangeren i 2010 og 2011. De har sammen skrevet 12 amerikanske nummer et-sange og 11 i Storbritannien.